# Chrononaux
Chrononaux ist ein Musikalbum von Camila Nebbia, Dietrich Eichmann, John Hughes und Jeff Arnal. Die 2023 live im Veranstaltungsort Brückenstern in Hamburg entstandenen Aufnahmen erschienen am 19. Dezember 2024 auf Generate Records.

## Hintergrund
Der Bassist John Hughes und Schlagzeuger/Perkussionist Jeff Arnal arbeiteten bereits in den 1990er-Jahren in Baltimore zusammen. Nach der Jahrtausendwende arbeiteten sie in Deutschland zusammen und lernten dort den Komponisten und Pianisten Dietrich Eichmann kennen, was zur Gründung des Duos Arnal/Eichmann führte. Dieses Duo veröffentlichte in den 2000er-Jahren einige Alben und erweiterte sich später um John Hughes. Schließlich kam die argentinische Saxophonistin Camila Nebbia nach Europa und gründete bald ein Duo mit Hughes. All diese Verbindungen zwischen diesen vier Musikern führten 2023 zu einem gemeinsame Auftritt, der auf dem Album Chrononaux dokumentiert ist. Es enthält zwei ausgedehnte Improvisationen.

## Titelliste
- Camila Nebbia, Dietrich Eichmann, John Hughes + Jeff Arnal – Chrononaux (Generate)

1. Lines of Flight 25:37
2. Critical Density 1:03:34

Die Kompositionen stammen von Camila Nebbia, Dietrich Eichmann, John Hughes und Jeff Arnal.

## Rezeption
Die Kunst der Gruppenimprovisation würde darin bestehen, alles auf den Tisch zu legen, schrieb S. Victor Aaron (Something Else!). Hier gebe es kein Sicherheitsnetz, keine Vorsätze, nur Instinkt … und [die Fähigkeit] die Instinkte der Partner zu kennen. Jeder Teilnehmer würde [während des Auftritts] nach vorne treten und über längere Zeit strahlen, doch keiner greife dabei auf alte Ideen zurück. Bemerkenswert sei Nebbias Auftritt nach etwa 40 Minuten des langen Tracks, in dem sie zwar ihr eigenes Idiom artikuliere, dieses aber dennoch in der Tradition verwurzelt sei. Die Momente auf Chrononaux seien zwar lang, aber es gebe keine langweiligen. Camila Nebbia, Dietrich Eichmann, John Hughes und Jeff Arnal seien dafür einfach zu sehr aufeinander eingespielt.